# 全球摇摆国家
全球摇摆国家（英語：Global Swing States），借用美国大选中“搖擺州”（Swing State）的概念，指的是在美国和中俄两边之间摇摆的、具有重要战略意义的国家。美国学界提出了“全球摇摆国”这一概念。
雖然以上國家的立場仍比較中立，與永久中立國不同的是沒有正式表態或公認為中立國，但以上屬衝突兩方中的第三方。